# Rechtern (Barnstorf)
Rechtern ist ein Ortsteil des Fleckens Barnstorf im Landkreis Diepholz in Niedersachsen. Zusammen mit den Ortsteilen Aldorf und Dreeke gehört er zum Flecken Barnstorf.

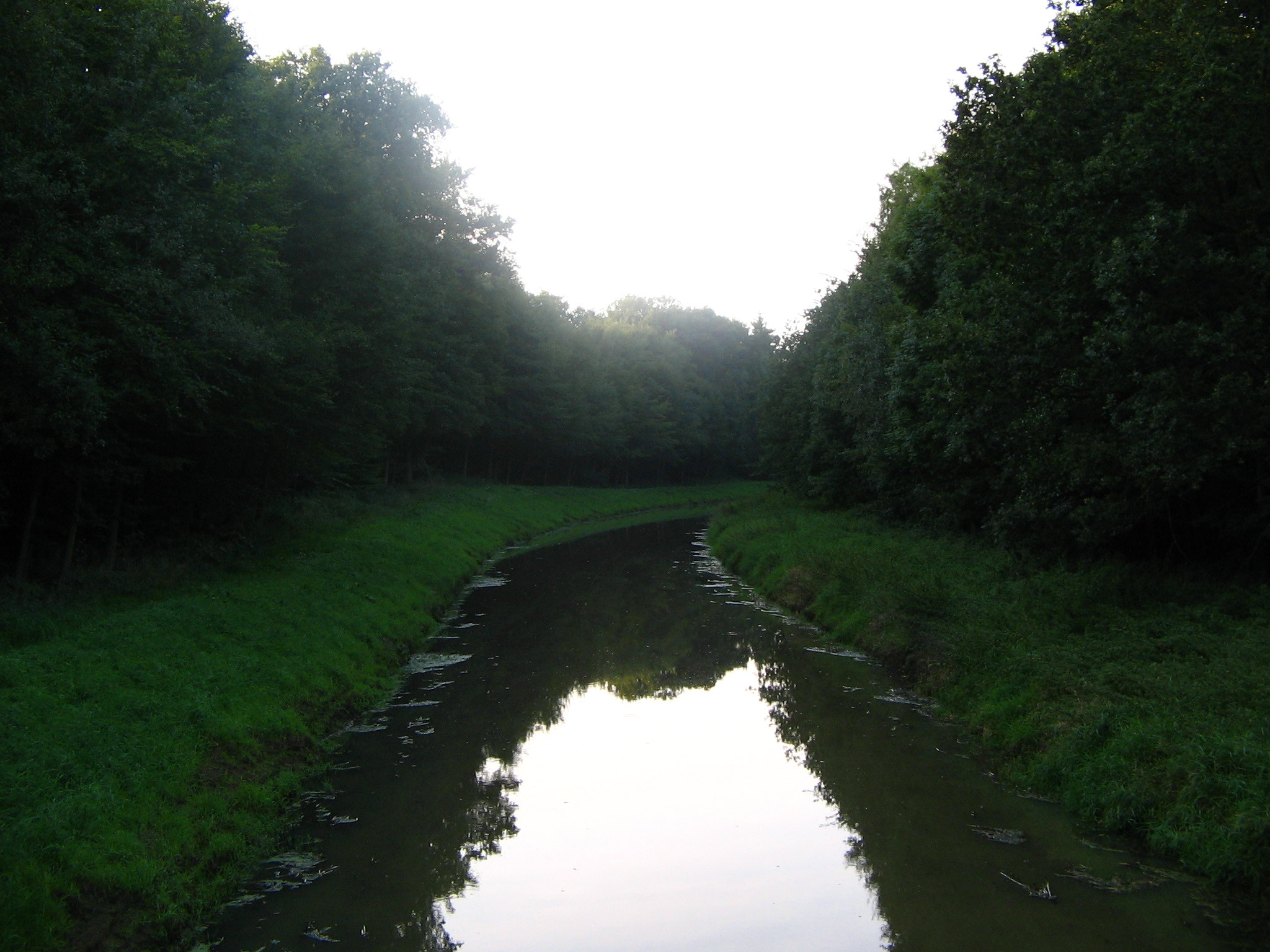
Die Hunte bei Rechtern (Januar 2015)

Rechtern liegt südlich des Kernortes Barnstorf an der Kreisstraße K 48, östlich fließt die Hunte.